# Detlef Kästner
Detlef Kästner (Wurzen, 20 marzo 1958) è un ex pugile tedesco.

## Palmarès

### Olimpiadi
- 1 medaglia:
  - 1 bronzo (Mosca 1980 nei pesi superwelter)